# Integrated Audio System
IAS staat voor: Integrated Audio System. 
Dit is een audiosysteem met automatische geluidssterkteregeling van de Honda GL 1500 GoldWing en latere modellen. 
Indien op een motorfiets een radio is gemonteerd moet het volume tijdens het rijden vrij hard staan: hoe hoger de snelheid, hoe harder. Dit betekent wel dat de radio bij stilstand (bijvoorbeeld bij een verkeerslicht) veel te hard staat, waardoor omstanders er last van hebben. 
Het IAS zorgt ervoor dat het volume hoger is naarmate de snelheid hoger wordt. Het is wel belangrijk dat dit precies op de snelheid en de rijwind is afgestemd. Veel gebruikers van het systeem vinden het lastig: het is nooit precies het volume dat je graag wil